# Alloplectus
Alloplectus ist eine Pflanzengattung in der Familie der Gesneriengewächse (Gesneriaceae). Die etwa fünf Arten sind in der Neotropis verbreitet.

## Beschreibung

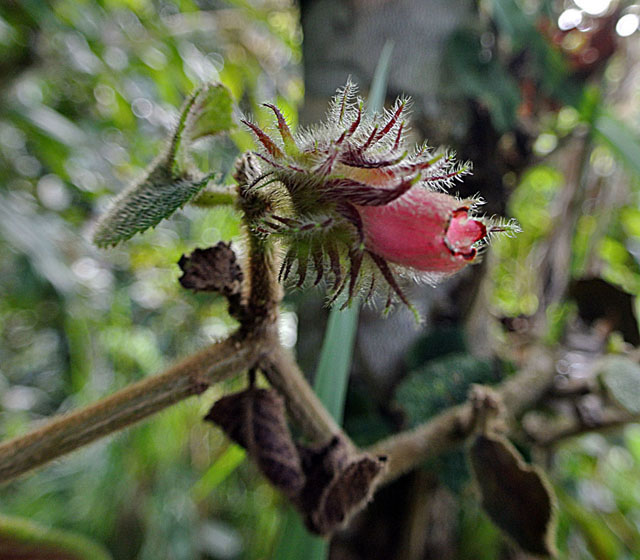
Blüte von Alloplectus weirii

### Vegetative Merkmale
Alloplectus-Arten wachsen als epiphytische Halbsträucher. Die meist kletternden Stängel besitzen einen runden bis viereckigen Querschnitt.
Die gegenständig angeordneten Laubblätter sind in Blattstiel und Blattspreite gegliedert. Die einfachen Blattspreiten sind elliptisch bis eiförmig mit glatten oder gesägten Rändern.

### Generative Merkmale
Die Blüten stehen einzeln in den Blattachseln bis zu dritt in zymösen Blütenständen zusammen. Es sind Deckblätter vorhanden.
Die zwittrigen Blüten sind fünfzählig und zygomorph mit doppelter Blütenhülle. Die fünf fast freien, behaarten Kelchblätter sind grün bis farbig mit glattem bis gesägtem Rand. Die fünf gelben oder roten Kronblätter sind röhrig oder tellerförmig verwachsen. Die vier Staubblätter hängen mehr oder weniger zusammen. Die Nektardrüse ist meist zweilappig. Der oberständige Fruchtknoten ist behaart.
Die zweiklappigen, fleischigen Kapselfrüchte sind vom Kelch umgeben und enthalten viele winzige Samen.

## Standorte
Die Alloplectus-Arten wachsen in Höhenlagen von (selten 500 bis) meist 2000 bis 3500 Metern.

## Systematik und Verbreitung
Die Gattung Alloplectus wurde 1829 durch Carl Friedrich Philipp von Martius in Nova Genera et Species Plantarum Band 3 Teil 1 Seite 53 aufgestellt.
Alloplectus war lange Zeit ein Sammeltopf nicht eng verwandter Arten, war also nicht monophyletisch. Nach der Revision von J. L. Clark (Clark 2005, 2006 und Clark et al. 2006) enthält die Gattung Alloplectus s. str. nur noch fünf Arten. Die anderen der früher etwa 140 Arten sind nun beispielsweise in den Gattungen Crantzia, Glossoloma und Drymonia eingeordnet.
Die Alloplectus-Arten sind von Costa Rica bis zu den kolumbianischen Anden, im nördlichen Ecuador und Peru verbreitet.
- Alloplectus aquatilis C.V.Morton: Sie kommt in Kolumbien in dem Departamento Cundinamarca und in Venezuela in den Bundesstaaten Mérida sowie Táchira vor.
- Alloplectus hispidus (Kunth) Mart. (Syn.: Besleria hispida Kunth, Columnea humboldtiana Kuntze): Sie kommt in Kolumbien in den Departamentos Antioquia, Cauca, Chocó, Cundinamarca, Huila, Magdalena, Meta, Nariño, Quindío, Risaralda, Tolima sowie Valle del Cauca, in Ecuador in den Provinzen Azuay, Loja, Napo, Tungurahua, Zamora Chinchipe, in Peru in der Region Piura und in Venezuela in den Bundesstaaten Aragua, Falcón, Táchira sowie Yaracuy vor.
- Alloplectus inflatus J.L.Clark & L.E.Skog: Sie kommt in Kolumbien in den Departamentos Boyacá, Caldas, Cauca, Cundinamarca, Meta sowie Tolima vor.
- Alloplectus tessmannii Mansf.: Sie kommt in Peru in den Regionen Amazonas, Huánuco, Loreto sowie San Martín vor.
- Alloplectus weirii (Kuntze) Wiehler (Syn.: Columnea weirii Kuntze, Alloplectus lindenii (Kuntze) Wiehler nom. illeg., Columnea lindenii Kuntze nom. illeg. non Brongn. ex Lem., Columnea schlimii Kuntze nom. nud. pro syn. non (Planch.) Kuntze, Crantzia lindenii (Kuntze) Fritsch nom. illeg., Crantzia weirii (Kuntze) Fritsch): Sie kommt in Costa Rica, in Bolivien im Departamento La Paz, in Kolumbien in den Departamentos Antioquia, Boyacá, Caldas, Caquetá, Cundinamarca, Quindío, Santander, Tolima sowie Valle del Cauca, in Ecuador in den Provinzen Morona Santiago, Napo, Pastaza, Tungurahua sowie Zamora Chinchipe und in Peru in den Regionen Cajamarca, Cusco, Loreto und San Martín vor.

## Nutzung
Vermutlich befindet sich keine der fünf Arten aus dieser Gattung (in neuem Umfang) in Kultur (Clark 2006).